# Johann Andreas Issmayer
Die Firma Johann Andreas Issmayer aus Nürnberg produzierte von 1861 bis ca. 1932 Blechspielzeug.

## Geschichte

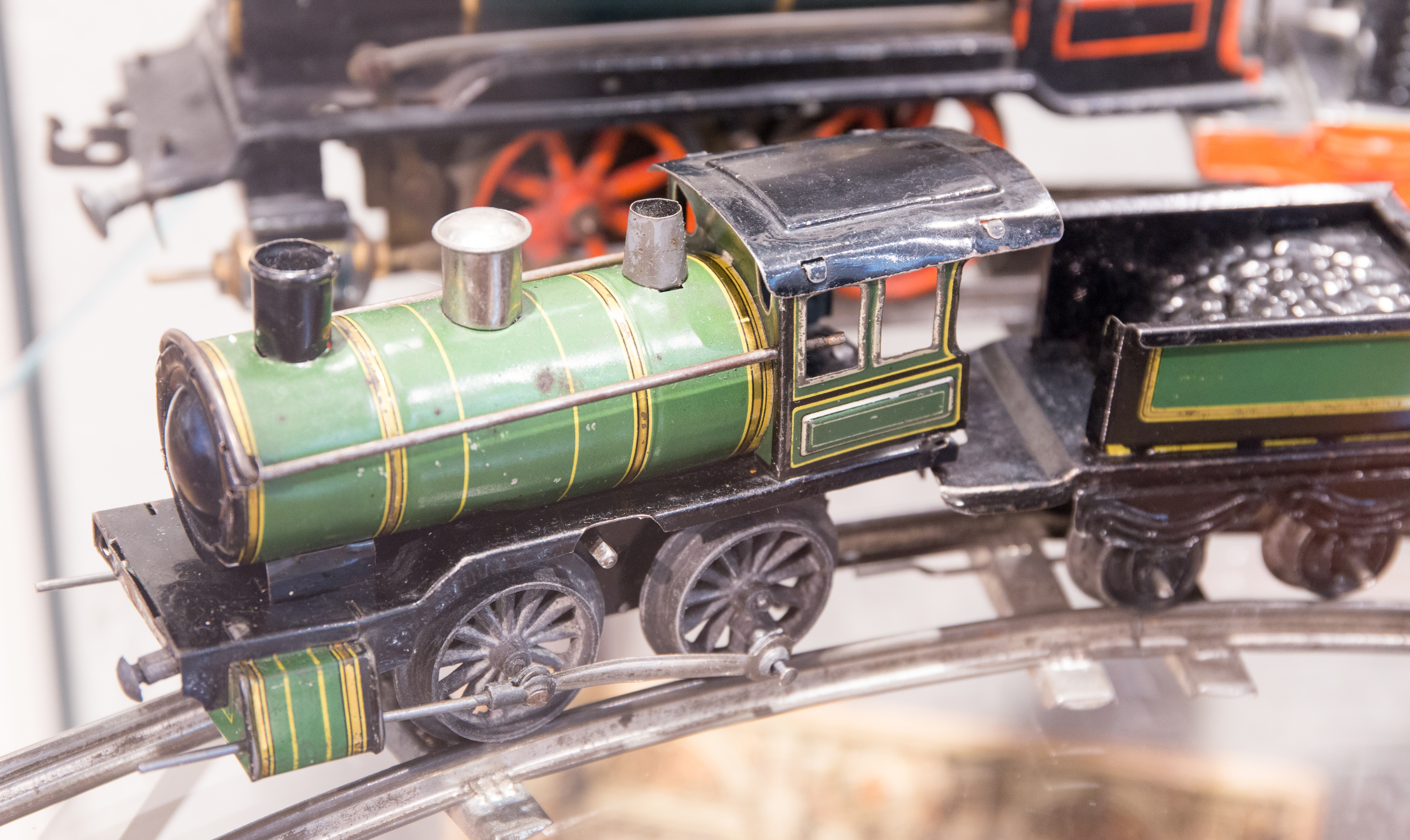
Blechspielzeug-Lokomotiven von Märklin und Johann Andreas Issmayer (Sammlung Brandenburg-Preußen Museum Wustrau)

Johann Andreas Issmayer wurde in eine Familie von Spielzeugherstellern hineingeboren und gründete 1861 seine Firma in Nürnberg. Sein in der Firma arbeitender Bruder Johann Konrad modellierte plastische Tiere und Menschengestalten; diese Modelle wurden dann aus Blech geformt, geprägt und zusammengesetzt. Anfangs wurden Automatenspielzeug, Puppenküchen und -herde sowie Schwimmspielzeug produziert. Bis 1870 müssen Tiere und Figuren den Hauptanteil an der Produktion ausgemacht haben, 1879 begann die Produktion der Schienenbahnen mit einem umfangreichen Zubehör sowie von Dampfmaschinen und Antriebsmodellen. Die Produktion wurde aber bald wieder eingestellt. 
Bekannt wurde Issmayer durch die kleinen, leicht lithografierten Eisenbahnen, die von den Firmen Bing und Georges Carette & Cie. vertrieben wurden. Karl Bub betrieb vor 1915 einen regen Produktaustausch mit Issmayer wie auch mit Georges Carette & Cie. 1922 starb Issmayer 90-jährig. Sein Schwiegersohn Georg Weißenberger übernahm die Firma, starb aber seinerseits schon vier Jahre später. Jetzt übernahm dessen Sohn August Weißenberger das Unternehmen und führte es erfolgreich weiter.
1932 geriet das zwar nicht jüdische, aber exportabhängige Unternehmen ins Trudeln. Da die Firma keine inländischen Abnehmer hatte, und die Produktion für das Ausland von den jüdischen Verlegern nicht mehr abgenommen werden konnte, wurde die Produktion 1935/36 eingestellt. Die Fabrik wurde zu Wohnungen umgebaut. 1952 starb August Weißenberger im Alter von 63 Jahren.
Es sind keine erhaltenen Exemplare des Issmayer-Katalog bekannt, so dass seine Produkte heute durch Wiederverkäuferkataloge bekannt sind.